# 테트로도톡신
테트로도톡신(Tetrodotoxin, 화학식:C11H17N3O8)은 신경독의 하나로 신경의 나트륨 채널의 작용을 방해함으로 활동전위의 교란을 일으켜 독 작용을 한다. 테트로도톡신이라는 이름은 이 독성 물질을 갖고 있는 주요 생물인 복어목의 학명을 따 온 것이다. 복어류 이외에도, 푸른고리문어, 캘리포니아영원, 그리고 많은 바다뱀과 같은 다른 생물도 이 물질을 가지고 있다. 테트로도톡신을 가지고 있는 생물은 사실 그 자신이 이 물질을 합성하는 것이 아니라, Pseudoalteromonas tetraodonis와 같은 체내의 세균이 합성한 것을 이용하는 것이다. 아직 이 물질의 해독제는 발견되지 않았다. 또한 중독되면 치사율이 매우 높기 때문에 일반적으로 전문 요리사가 손질한 복어를 섭취하길 권장하고 있다.
독은 간, 난소, 내장순으로 많으며 보통 평균적으로 한 마리당 성인 33명을 죽일 수 있는 맹독이며 매리복, 복섬, 검복의 독성이 강력, 밀복은 무독이라고 한다. 일반적으로 복어의 피부가 흑색이면 무독, 암록색은 강독이라고 한다. 독은 내열성이다. 열에 의해 거의 잘 파괴되지 않는다. 또한 무색, 무취, 무미의 특성을 지니고 있어 구분하기 어렵다.

## 중독 증상
톡신
보통 복어를 먹어 중독되는데, 실제로는 식당에서 요리된 복어를 먹고 위험할 정도로 중독되는 경우는 매우 드물다. 심한 중독은 복어의 독이 많은 내장이나 알 등을 고의로, 혹은 실수로 먹어 발생한다. 2차세계대전 전후의 일본에서는 복어 요리를 하면서 버린 복어 알이나 내장을 빈곤층에서 주워먹고 중독된 사례도 많았다. 증상은 신경의 장애로 인한 근육의 마비이다. 가벼운 중독은 혀나 입술의 이상한 감각이나 느낌에서 끝나나 심할 경우 전신의 근육이 마비된다. 즉 말하는 근육도 마비되어 말을 못하고, 호흡 근육이 마비되면 숨을 못쉬므로 죽는다.
증상은 마비이며 섭취 후 3-6 시간에 발현, 빠른 진행을 보이며 사망률은 40-60 %정도이다. 증상의 단계를 보면 입술, 혀끝, 사지 말단의 마비(두통, 구토)가 있다가 운동, 지각 마비가 오며 말초혈관 확장에 의한 저혈압, 호흡곤란이 온다. 사망의 경우, 의식 상실과 호흡 중추 마비로 사망 한다.
복어 중독 증상
- 제1도 : 입술 및 혀끝의 지각 둔화, 오심, 구토
- 제2도 : 사지말단의 지각 둔화, 피부감각, 미각 및 청각의 둔화, 운동마비
- 제3도 : 운동 불능, 골격근 이완, 근반사 소실, 발성 불능, 연하곤란, 혈압하강
- 제4도 : 의식혼탁, 호흡정지, 허탈(말초성 혈관 마비)

## 치료
보통 독은 일주일 정도 있으면 몸 밖으로 배출되므로 호흡 근육이 마비 될 정도로 심한 중독이 오면 인공 호흡기를 달아주면 이론적으로는 아무 문제 없이 살수 있다. 치료는 호흡보조, 즉 인공호흡기로 인공호흡이 최선, 다른 일반적인 독물 제거 방법은 효과 없다. 실제 병원에서 치료는 중환자실에 인공호흡기로 호흡을 보조하고, 수액 주사로 영양을 공급하면서 일반적인 중환자와 같이 치료하면 보통 7일 정도가 지나면 독물 배출이 되면서 회복이 된다. 물론 합병증은 남으며, 중독의 정도에 따라 합병증의 중증도는 다양하다.

## 같이 보기
- 시구아톡신
- 신경독
- 삭시톡신